# Extrapolations
Extrapolations est une série télévisée dramatique d'anthologie américaine en huit épisodes d'environ 51 minutes créée par Scott Z. Burns, diffusée entre le 17 mars et le 21 avril 2023 sur Apple TV+.

## Synopsis
Dans un avenir proche, les effets du changement climatique vont entrer dans la vie quotidienne des gens. Huit histoires entrelacées explorent les choix intimes qui doivent être faits lorsque la planète change plus vite que la population.

## Distribution
- Meryl Streep (VF : Frédérique Tirmont) : Eve Shearer
- Sienna Miller (VF : Ingrid Donnadieu) : Rebecca Shearer, fille d'Eve Shearer
- Kit Harington (VF : Benjamin Penamaria) : Nicholas Bilton
- Tahar Rahim (VF : lui-même) : Ezra Haddad, fils de Rebecca Shearer
- Matthew Rhys (VF : Thomas Roditi) : Junior
- Daveed Diggs (VF : Jean-Baptiste Anoumon) : le rabbin Marshall Zucker
- Gemma Chan : Natasha Alper
- David Schwimmer (VF : Glen Hervé) : Harris Goldblatt
- Neska Rose : Alana Goldblatt
- Adarsh Gourav : Gaurav
- Forest Whitaker (VF : Emmanuel Jacomy) : August Bolo
- Marion Cotillard (VF : elle-même) : Sylvie Bolo
- Tobey Maguire (VF : Damien Witecka) : Nic
- Eiza González (VF : Claire Morin) : Elodie
- Edward Norton (VF : Damien Boisseau) : Jonathan Chopin
- Indira Varma : Gita Mishra
- Keri Russell (VF : Laura Blanc) : Olivia Drew
- Cherry Jones : la présidente Elizabeth Burdick
- Peter Riegert : Ben Zucker
- Leslie Uggams (VF : Frédérique Cantrel) : Isabel Zucker
- Michael Gandolfini (VF : Aurélien Raynal) : Rowan Chopin
- Murray Bartlett (VF : Jean-Pierre Michaël) : M. Turner
- Yara Shahidi : Carmen Jalilo
- Diane Lane (VF : Marjorie Frantz) : Martha Russell
- Heather Graham : Hannah
- Ben Harper : Tyrone Downs
- Judd Hirsch : David Goldblatt
- Hari Nef : Anna
- Neska Rose : Alana Goldblatt
- Devika Bhise (VF : Rebecca Benhamour) : Lola
- Aimee Mullins (VF : Laëtitia Lefebvre) : la secrétaire d'État Garrett
- Cherien Dabis (VF : Christine Braconnier) : Lina
- Mía Maestro (VF : Géraldine Asselin) : Mariama Cruz

 Source et légende : version française (VF) sur RS Doublage

## Production
Le projet a débuté en janvier 2020 et officiellement commencé en décembre.

## Épisodes
| no | Titre français                  | Titre original             | Réalisation       | Scénario                                                                | Date de diffusion |
| -- | ------------------------------- | -------------------------- | ----------------- | ----------------------------------------------------------------------- | ----------------- |
| 1  | 2037 : Une histoire de corbeau  | 2037: A Raven Story        | Scott Z. Burns    | Scott Z. Burns                                                          | 17 mars 2023      |
| 2  | 2046 : Carcasse de baleine      | 2046: Whale Fall           | Scott Z. Burns    | Scott Z. Burns                                                          | 17 mars 2023      |
| 3  | 2047 : La Cinquième question    | 2047: The Fifth Question   | Gregory Jacobs    | Ruby Rae Spiegel et Gregory Jacobs et Scott Z. Burns                    | 17 mars 2023      |
| 4  | 2059 : Le Visage de Dieu        | 2059: Face of God          | Ellen Kuras       | Scott Z. Burns et Dave Eggers                                           | 24 mars 2023      |
| 5  | 2059 Partie 2 : Oiseaux de nuit | 2059 Part II: Nightbirds   | Richie Mehta      | Rajiv Joseph                                                            | 31 mars 2023      |
| 6  | 2066 : Lola                     | 2066: Lola                 | Scott Z. Burns    | Sarah Nolen et Scott Z. Burns                                           | 7 avril 2023      |
| 7  | 2068 : La Soirée d'adieu        | 2068: The Going Away Party | Nicole Holofcener | Bess Wohl                                                               | 14 avril 2023     |
| 8  | 2070 : Ecocide                  | 2070: Ecocide              | Michael Morris    | Dorothy Fortenberry et Diane Ademu-John et Scott Z. Burns et Ron Currie | 21 avril 2023     |